# Lista dos Jogos Olímpicos da Era Moderna

Mapa das cidades-sede e países das Olimpíadas modernas de verão (laranja) e inverno (azul).* Tóquio sediou os Jogos Olímpicos de Verão de 2020 em 2021, adiados devido à pandemia de COVID-19.

Esta é uma lista das cidades-sede dos Jogos Olímpicos, tanto de verão quanto de inverno, desde que as Olimpíadas modernas começaram em 1896. Desde então, os jogos de verão e inverno geralmente celebram um período de quatro anos; jogos de verão e inverno normalmente realizados em anos pares escalonados. Houve 29 Jogos Olímpicos de Verão realizados em 23 cidades e 24 Jogos Olímpicos de Inverno realizados em 21 cidades. Além disso, três edições de verão e duas de inverno dos jogos estavam programadas, mas posteriormente canceladas devido à guerra: Berlim (verão) em 1916; Sapporo–Garmisch-Partenkirchen (inverno) e Tóquio–Helsinki (verão) em 1940; e Cortina d'Ampezzo (inverno) e Londres (verão) em 1944. As  Olimpíadas Intercaladas de 1906 foram oficialmente sancionadas e realizadas em Atenas. No entanto, em 1949, o Comitê Olímpico Internacional (COI) decidiu não reconhecer os Jogos de 1906. Os Jogos Olímpicos de Verão de 2020 em Tóquio foram adiados pela primeira vez na história das Olimpíadas para o verão de 2021 devido à pandemia de COVID-19.
Quatro cidades foram escolhidas pelo COI para sediar os próximos Jogos Olímpicos: Paris para os Jogos Olímpicos de Verão de 2024, Milão–Cortina d'Ampezzo para os Jogos Olímpicos de Inverno de 2026, Los Angeles para os Jogos Olímpicos de Verão de 2028 e Brisbane para os Jogos Olímpicos de Verão de 2032.
Em 2022, Pequim se tornou a primeira cidade a sediar os Jogos Olímpicos de verão e de inverno. Dez cidades terão sediado os Jogos Olímpicos mais de uma vez: Atenas (Olimpíadas de 1896 e 2004), Paris (Olimpíadas de 1900, 1924 e 2024), Londres (Olimpíadas de 1908, 1948 e 2012), Los Angeles (Jogos Olímpicos de Verão de 1932, 1984 e 2028), Cortina d'Ampezzo (Jogos Olímpicos de Inverno de 1956 e 2026), Innsbruck (Jogos Olímpicos de Inverno de 1964 e 1976), Tóquio (Jogos Olímpicos de Verão de 1964 e Jogos Olímpicos de Verão de 2020) e Pequim (Jogos Olímpicos de Verão de 2008 e Jogos Olímpicos de Inverno de 2022). Estocolmo sediou os Jogos Olímpicos de Verão de1912  e a parte equestre dos Jogos Olímpicos de Verão de 1956. Londres se tornou a primeira cidade a sediar três Jogos com os Jogos Olímpicos de Verão de 2012. Paris se tornará a segunda cidade a fazer isso com os Jogos Olímpicos de 2024, seguida por Los Angeles como a terceira em 2028.
Os Estados Unidos (8), França (5) e Japão (4) foram os países que mais sediaram jogos olímpicos. O Reino Unido, Canadá, Itália e Alemanha já sediaram três Jogos cada.
Os Jogos foram realizados principalmente nas regiões da Europa (30 edições) e nas Américas (13 edições); oito Jogos foram realizados na Ásia e dois na  Oceania. O Rio de Janeiro se tornou a primeira cidade-sede olímpica da América do Sul com os Jogos Olímpicos de Verão de 2016. A África ainda não sediou os Jogos Olímpicos.
As cidades-sede são selecionadas pelos membros do COI, geralmente com sete anos de antecedência. O processo de seleção dura aproximadamente dois anos. Na primeira fase, qualquer cidade do mundo pode se candidatar para se tornar uma cidade-sede. Após 10 meses, o Conselho Executivo do COI decide quais cidades candidatas se tornarão candidatas oficiais com base na recomendação de um grupo de trabalho que analisa as candidaturas.   Em uma segunda etapa, as cidades candidatas são investigadas minuciosamente por uma Comissão de Avaliação, que então apresenta uma lista final de cidades a serem consideradas para seleção. A cidade-sede é então escolhida por votação na sessão do COI, uma assembleia geral dos membros do COI.

## Jogos Olímpicos de Verão
| Ano  | Ordem            | Cidade                                 | País                                   | Maior n.º de medalhas                  | Medalha de ouro                        | Medalha de prata                       | Medalha de bronze                      | Total de medalhas                      |
| ---- | ---------------- | -------------------------------------- | -------------------------------------- | -------------------------------------- | -------------------------------------- | -------------------------------------- | -------------------------------------- | -------------------------------------- |
| 1896 | I Olimpíada      | Atenas                                 | GRE Grécia                             | USA Estados Unidos                     | 11                                     | 7                                      | 2                                      | 20                                     |
| 1900 | II Olimpíada     | Paris                                  | FRA França                             | FRA França                             | 26                                     | 41                                     | 34                                     | 101                                    |
| 1904 | III Olimpíada    | Saint Louis                            | USA Estados Unidos                     | USA Estados Unidos                     | 78                                     | 82                                     | 79                                     | 239                                    |
| 1906 | Edição especial  | Atenas                                 | GRE Grécia                             | FRA França                             | 15                                     | 9                                      | 16                                     | 40                                     |
| 1908 | IV Olimpíada     | Londres                                | GBR Grã-Bretanha                       | GBR Grã-Bretanha                       | 56                                     | 51                                     | 39                                     | 146                                    |
| 1912 | V Olimpíada      | Estocolmo                              | SWE Suécia                             | USA Estados Unidos                     | 25                                     | 19                                     | 19                                     | 63                                     |
| 1916 | VI Olimpíada     | Interrupção devido à I Guerra Mundial  | Interrupção devido à I Guerra Mundial  | Interrupção devido à I Guerra Mundial  | Interrupção devido à I Guerra Mundial  | Interrupção devido à I Guerra Mundial  | Interrupção devido à I Guerra Mundial  | Interrupção devido à I Guerra Mundial  |
| 1920 | VII Olimpíada    | Antuérpia                              | BEL Bélgica                            | USA Estados Unidos                     | 41                                     | 27                                     | 27                                     | 95                                     |
| 1924 | VIII Olimpíada   | Paris                                  | FRA França                             | USA Estados Unidos                     | 45                                     | 27                                     | 27                                     | 99                                     |
| 1928 | IX Olimpíada     | Amesterdão                             | NED Países Baixos                      | USA Estados Unidos                     | 22                                     | 18                                     | 16                                     | 56                                     |
| 1932 | X Olimpíada      | Los Angeles                            | USA Estados Unidos                     | USA Estados Unidos                     | 41                                     | 32                                     | 30                                     | 103                                    |
| 1936 | XI Olimpíada     | Berlim                                 | GER Alemanha                           | GER Alemanha                           | 33                                     | 26                                     | 30                                     | 89                                     |
| 1940 | XII Olimpíada    | Interrupção devido à II Guerra Mundial | Interrupção devido à II Guerra Mundial | Interrupção devido à II Guerra Mundial | Interrupção devido à II Guerra Mundial | Interrupção devido à II Guerra Mundial | Interrupção devido à II Guerra Mundial | Interrupção devido à II Guerra Mundial |
| 1944 | XIII Olimpíada   | Interrupção devido à II Guerra Mundial | Interrupção devido à II Guerra Mundial | Interrupção devido à II Guerra Mundial | Interrupção devido à II Guerra Mundial | Interrupção devido à II Guerra Mundial | Interrupção devido à II Guerra Mundial | Interrupção devido à II Guerra Mundial |
| 1948 | XIV Olimpíada    | Londres                                | GBR Grã-Bretanha                       | USA Estados Unidos                     | 38                                     | 27                                     | 19                                     | 84                                     |
| 1952 | XV Olimpíada     | Helsinque                              | FIN Finlândia                          | USA Estados Unidos                     | 40                                     | 19                                     | 17                                     | 76                                     |
| 1956 | XVI Olimpíada    | Melbourne                              | AUS Austrália                          | URS União Soviética                    | 37                                     | 29                                     | 32                                     | 98                                     |
| 1960 | XVII Olimpíada   | Roma                                   | ITA Itália                             | URS União Soviética                    | 43                                     | 29                                     | 31                                     | 103                                    |
| 1964 | XVIII Olimpíada  | Tóquio                                 | JPN Japão                              | USA Estados Unidos                     | 36                                     | 26                                     | 28                                     | 90                                     |
| 1968 | XIX Olimpíada    | Cidade do México                       | MEX México                             | USA Estados Unidos                     | 45                                     | 28                                     | 34                                     | 107                                    |
| 1972 | XX Olimpíada     | Munique                                | FRG Alemanha Ocidental                 | URS União Soviética                    | 50                                     | 27                                     | 22                                     | 99                                     |
| 1976 | XXI Olimpíada    | Montreal                               | CAN Canadá                             | URS União Soviética                    | 49                                     | 41                                     | 35                                     | 125                                    |
| 1980 | XXII Olimpíada   | Moscou                                 | URS União Soviética                    | URS União Soviética                    | 80                                     | 69                                     | 46                                     | 195                                    |
| 1984 | XXIII Olimpíada  | Los Angeles                            | USA Estados Unidos                     | USA Estados Unidos                     | 83                                     | 61                                     | 30                                     | 174                                    |
| 1988 | XXIV Olimpíada   | Seul                                   | KOR Coreia do Sul                      | URS União Soviética                    | 55                                     | 31                                     | 46                                     | 132                                    |
| 1992 | XXV Olimpíada    | Barcelona                              | ESP Espanha                            | EUN Equipa Unificada                   | 45                                     | 38                                     | 29                                     | 112                                    |
| 1996 | XXVI Olimpíada   | Atlanta                                | USA Estados Unidos                     | USA Estados Unidos                     | 44                                     | 32                                     | 25                                     | 101                                    |
| 2000 | XXVII Olimpíada  | Sydney                                 | AUS Austrália                          | USA Estados Unidos                     | 37                                     | 24                                     | 32                                     | 93                                     |
| 2004 | XXVIII Olimpíada | Atenas                                 | GRE Grécia                             | USA Estados Unidos                     | 36                                     | 39                                     | 26                                     | 101                                    |
| 2008 | XXIX Olimpíada   | Pequim                                 | CHN China                              | CHN China                              | 51                                     | 21                                     | 28                                     | 100                                    |
| 2012 | XXX Olimpíada    | Londres                                | GBR Grã-Bretanha                       | USA Estados Unidos                     | 46                                     | 28                                     | 29                                     | 103                                    |
| 2016 | XXXI Olimpíada   | Rio de Janeiro                         | BRA Brasil                             | USA Estados Unidos                     | 46                                     | 37                                     | 38                                     | 121                                    |
| 2020 | XXXII Olimpíada  | Tóquio                                 | JPN Japão                              | USA Estados Unidos                     | 39                                     | 41                                     | 33                                     | 113                                    |
| 2024 | XXXIII Olimpíada | Paris                                  | FRA França                             | USA Estados Unidos                     | 40                                     | 44                                     | 42                                     | 126                                    |
| 2028 | XXXIV Olimpíada  | Los Angeles                            | USA Estados Unidos                     | Jogos ainda não iniciados              | Jogos ainda não iniciados              | Jogos ainda não iniciados              | Jogos ainda não iniciados              | Jogos ainda não iniciados              |
| 2032 | XXXV Olimpíada   | Brisbane                               | AUS Austrália                          | Jogos ainda não iniciados              | Jogos ainda não iniciados              | Jogos ainda não iniciados              | Jogos ainda não iniciados              | Jogos ainda não iniciados              |

## Jogos Olímpicos de Inverno
Os Jogos Olímpicos de Inverno disputam-se a cada quatro anos. Inicialmente coincidentes no ano dos Olímpicos de Verão, da Olimpíada de 1994 para a de 1998 houve um intervalo de dois anos. De 1998 em diante voltou a ser de 4 em 4 anos.
| Ano  | Ordem           | Cidade                                 | País                                   | Maior n.º de medalhas                  |
| ---- | --------------- | -------------------------------------- | -------------------------------------- | -------------------------------------- |
| 1924 | I Olimpíada     | Chamonix                               | FRA França                             | NOR Noruega                            |
| 1928 | II Olimpíada    | São Moritz                             | SUI Suíça                              | NOR Noruega                            |
| 1932 | III Olimpíada   | Lake Placid                            | USA Estados Unidos                     | USA Estados Unidos                     |
| 1936 | IV Olimpíada    | Garmisch-Partenkirchen                 | GER Alemanha                           | NOR Noruega                            |
| 1940 | V Olimpíada     | Interrupção devido à II Guerra Mundial | Interrupção devido à II Guerra Mundial | Interrupção devido à II Guerra Mundial |
| 1944 | VI Olimpíada    | Interrupção devido à II Guerra Mundial | Interrupção devido à II Guerra Mundial | Interrupção devido à II Guerra Mundial |
| 1948 | V Olimpíada     | São Moritz                             | SUI Suíça                              | NOR Noruega                            |
| 1952 | VI Olimpíada    | Oslo                                   | NOR Noruega                            | NOR Noruega                            |
| 1956 | VII Olimpíada   | Cortina d'Ampezzo                      | ITA Itália                             | URS União Soviética                    |
| 1960 | VIII Olimpíada  | Squaw Valley                           | USA Estados Unidos                     | URS União Soviética                    |
| 1964 | IX Olimpíada    | Innsbruck                              | AUT Áustria                            | URS União Soviética                    |
| 1968 | X Olimpíada     | Grenoble                               | FRA França                             | NOR Noruega                            |
| 1972 | XI Olimpíada    | Sapporo                                | JPN Japão                              | URS União Soviética                    |
| 1976 | XII Olimpíada   | Innsbruck                              | AUT Áustria                            | URS União Soviética                    |
| 1980 | XIII Olimpíada  | Lake Placid                            | USA Estados Unidos                     | URS União Soviética                    |
| 1984 | XIV Olimpíada   | Sarajevo                               | YUG Iugoslávia                         | GDR Alemanha Oriental                  |
| 1988 | XV Olimpíada    | Calgary                                | CAN Canadá                             | URS União Soviética                    |
| 1992 | XVI Olimpíada   | Albertville                            | FRA França                             | GER Alemanha                           |
| 1994 | XVII Olimpíada  | Lillehammer                            | NOR Noruega                            | RUS Rússia                             |
| 1998 | XVIII Olimpíada | Nagano                                 | JPN Japão                              | GER Alemanha                           |
| 2002 | XIX Olimpíada   | Salt Lake City                         | USA Estados Unidos                     | NOR Noruega                            |
| 2006 | XX Olimpíada    | Turim                                  | ITA Itália                             | GER Alemanha                           |
| 2010 | XXI Olimpíada   | Vancouver                              | CAN Canadá                             | CAN Canadá                             |
| 2014 | XXII Olimpíada  | Sóchi                                  | RUS Rússia                             | RUS Rússia                             |
| 2018 | XXIII Olimpíada | Pyeongchang                            | KOR Coreia do Sul                      | NOR Noruega                            |
| 2022 | XXIV Olimpíada  | Pequim                                 | CHN China                              | NOR Noruega                            |
| 2026 | XXV Olimpíada   | Milão-Cortina                          | Itália                                 | Jogos ainda não iniciados              |
| 2030 | XXVI Olimpíada  | Alpes Marítimos                        | França                                 | Jogos ainda não iniciados              |
| 2034 | XXVII Olimpíada | Salt Lake City                         | Estados Unidos                         | Jogos ainda não iniciados              |

## Jogos Olímpicos da Juventude de Verão
| Ano  | Ordem                      | Cidade       | País      | Maior n.º de medalhas     | Medalha de ouro           | Medalha de prata          | Medalha de bronze         | Total de medalhas         |
| ---- | -------------------------- | ------------ | --------- | ------------------------- | ------------------------- | ------------------------- | ------------------------- | ------------------------- |
| 2010 | I Olimpíada da Juventude   | Singapura    | Singapura | China                     | 30                        | 16                        | 5                         | 51                        |
| 2014 | II Olimpíada da Juventude  | Nanquim      | China     | China                     | 38                        | 13                        | 14                        | 65                        |
| 2018 | III Olimpíada da Juventude | Buenos Aires | Argentina | Rússia                    | 29                        | 18                        | 12                        | 59                        |
| 2026 | IV Olimpíada da Juventude  | Dacar        | Senegal   | Jogos ainda não iniciados | Jogos ainda não iniciados | Jogos ainda não iniciados | Jogos ainda não iniciados | Jogos ainda não iniciados |

## Jogos Olímpicos da Juventude de Inverno
| Ano  | Ordem                      | Cidade              | País          | Maior n.º de medalhas     | Medalha de ouro           | Medalha de prata          | Medalha de bronze         | Total de medalhas         |
| ---- | -------------------------- | ------------------- | ------------- | ------------------------- | ------------------------- | ------------------------- | ------------------------- | ------------------------- |
| 2012 | I Olimpíada da Juventude   | Innsbruck           | Áustria       | Alemanha                  | 8                         | 7                         | 2                         | 17                        |
| 2016 | II Olimpíada da Juventude  | Lillehammer         | Noruega       | Estados Unidos            | 10                        | 6                         | 0                         | 16                        |
| 2020 | III Olimpíada da Juventude | Lausana             | Suíça         | Rússia                    | 10                        | 11                        | 8                         | 29                        |
| 2024 | IV Olimpíada da Juventude  | Gangwon             | Coreia do Sul | Itália                    | 11                        | 3                         | 4                         | 18                        |
| 2028 | V Olimpíada da Juventude   | Dolomiti Valtellina | Itália        | Jogos ainda não iniciados | Jogos ainda não iniciados | Jogos ainda não iniciados | Jogos ainda não iniciados | Jogos ainda não iniciados |